# 我妻里帆
我妻 里帆（あがつま りほ、1989年8月1日 - ）は、日本のAV女優。

## 略歴・人物
兵庫県出身。趣味は映画鑑賞、特技は料理。
2019年1月、「地方局の某人気番組でレギュラー出演していた、元タレントの人妻・衝撃デビュー!!」「10代はグラドル、20代はタレント、30歳は決意のAV出演!」をキャッチフレーズにマドンナから専属女優としてAVデビュー。エイトマン所属。「週刊プレイボーイ」（2019年3月11日号）では、「顔もボディも反則級の新人美熟女!」を称している。
2019年4月、マドンナからの単体作品販売をもっていったん引退し、2021年2月25日、「淑女」をテーマにした配信特化型AVメーカー・DAHLIA(ダリア)から専属女優として再デビューすることがメーカ公式SNSから報告される。

## 作品

### アダルトビデオ

#### マドンナ専属期間
| 発売日        | タイトル                                                                             | 規格 | 品番     | 備考       |
| ------------- | ------------------------------------------------------------------------------------ | ---- | -------- | ---------- |
| 2019年1月7日  | 平成最後の大型新人 誕生 我妻里帆 30歳 AV Debut!!                                     | DVD  | JUY-714  |            |
| 2019年2月7日  | 平成最後の大型新人 第2章!! ぷるるんGカップめちゃ揺れ!!めちゃイキ!!初体験4本番Special | DVD  | JUY-745  |            |
| 2019年3月7日  | 平成最後の大型新人 第3章!! 本気汁ダダ漏れ、汗だく濃密性交。                          | DVD  | JUY-774  |            |
| 2019年4月7日  | 危険な恋は蜜の味 ～同窓会で再会した元カレと 燃え上がる不貞関係～                     | DVD  | JUY-809  |            |
| 2019年8月25日 | 丸ごと! 我妻里帆 6時間 ～彗星の如く現れたGカップの女神 待望の初総集編～              | DVD  | JUSD-841 | 女優ベスト |

#### DAHLIA専属期間
| H-NEXT配信日  | DVD発売日     | タイトル                                                                                      | 規格 | 品番      | 備考 |
| ------------- | ------------- | --------------------------------------------------------------------------------------------- | ---- | --------- | ---- |
| 2021年3月31日 | 2021年4月22日 | 素顔の復活ドキュメント!はじめて尽くしの敏感アクメ3本番                                        | DVD  | DLDSS-004 |      |
| 2021年4月28日 | 2021年5月20日 | 「初めてが私でいいの?」我妻里帆が優しくやらしく濃厚筆下ろし４本番                             | DVD  | DLDSS-009 |      |
| 2021年5月30日 | 2021年6月24日 | 夫が入院中の1週間、元薬剤師の義父のキメキス姦で完堕ちした巨乳妻-媚薬と接吻中毒になったわたし- | DVD  | DLDSS-014 |      |
| 2021年6月28日 | 2021年7月22日 | 「狂うほど抱いてほしい…」本性を曝け出す淫密セックス                                           | DVD  | DLDSS-018 |      |
| 2021年7月27日 | 2021年8月26日 | 大嫌いな上司の巨乳嫁の弱みを握り積年の恨みを晴らす倍返し無限ピストンセックス                  | DVD  | DLDSS-023 |      |
| 2021年8月26日 | 2021年9月23日 | 旦那がリモート会議中の30分間、着衣巨乳で誘惑してくる隣人妻と時短浮気セックス                  | DVD  | DLDSS-028 |      |